# Valeri Radzevich
Valeri Chaslavanich Radzevich –en bielorruso, Валерый Часлававіч Радзевіч– (Maleikovshchizna, URSS, 26 de abril de 1980) es un deportista bielorruso que compitió en remo.
Ganó dos medallas en el Campeonato Europeo de Remo, en los años 2007 y 2009. Participó en dos Juegos Olímpicos de Verano, ocupando el sexto lugar en Atenas 2004 y el undécimo en Pekín 2008, en la prueba de cuatro scull.

## Palmarés internacional
| Campeonato Europeo | Campeonato Europeo  | Campeonato Europeo | Campeonato Europeo |
| Año                | Lugar               | Medalla            | Prueba             |
| ------------------ | ------------------- | ------------------ | ------------------ |
| 2007               | Poznań (Polonia)    | Medalla de bronce  | Cuatro scull       |
| 2009               | Brest (Bielorrusia) | Medalla de plata   | Cuatro scull       |